# Livingston (Izabal)
Livingston ist eine Kleinstadt an der Karibikküste Guatemalas. Sie ist Verwaltungssitz der gleichnamigen Großgemeinde (Municipio) im Departamento Izabal.

## Geographie
Livingston liegt an der Nordseite der Mündung des Río Dulce in den Golf von Honduras. Der Ort mit seinen etwa 16.000 Einwohnern ist nur über den Seeweg erreichbar. Puerto Barrios, die Hauptstadt des Departamentos Izabal, liegt etwa 20 km südöstlich in der Bahía de Amatique. Etwa 30 km nördlich von Livingston befindet sich Punta Gorda, die südlichste Hafenstadt von Belize. Der Río Dulce verbindet den 30 km landeinwärts gelegenen Ort Río Dulce und den Izabal-See mit der Karibik. Von diesen drei Orten gibt es regelmäßige Bootsverbindungen nach Livingston.
Das 1.940 km² große Municipio umfasst das Gebiet zwischen dem Río Sarstún (Sarstoon River) im Norden, der auch die Grenze zu Belize bildet, der Sierra de Santa Cruz und dem Izabal-See im Westen und Südwesten, den Montañas del Mico im Süden und der Karibikküste im Nordosten. In der Mitte liegt der Nationalpark Río Dulce mit dem Golfete und dem Biotopo Chacón Machaca. Das Municipio ist fast vollständig von tropischem Regenwald bedeckt. Politisch-administrativ grenzt Livingston im Norden an Belize (Toledo District), im Nordwesten an das Departamento Petén (San Luis), im Südwesten an El Estor, im Süden an Morales und im Osten an Puerto Barrios.

## Bevölkerung
Livingston ist bekannt für seine ungewöhnliche Mischung verschiedener Volksgruppen und Kulturen wie Garifuna, Kekchí und Ladino. Die Stadt prägen die Garifuna, die einzige dunkelhäutige afrokaribische Volksgruppe Guatemalas. Das Municipio hat insgesamt mehr als 50.000 Einwohner. Davon sind 48 % Kekchí, 42 % Ladinos, 9 % Garífuna und 1 % andere.

## Geschichte
Das Mündungsgebiet des Río Dulce hatte bereits während der Kolonialzeit und auch davor besondere strategische und ökonomische Bedeutung. Sowohl der Río Dulce als auch der Izabal-See boten der Schifffahrt geschützte Ankerplätze. An den Ufern des Sees wurden größere Warenlager eingerichtet, die auch von den übrigen Landesteilen aus gut zu erreichen waren. In der präkolonialen Epoche der Späten Klassik wurde etwas westlich des heutigen Livingston das Handelszentrum Nito errichtet. Die 1524 eindringenden Spanier gründeten auf der Südseite der Mündung den Ort San Gil de Buena Vista, der jedoch bald verlegt wurde. In den Jahrhunderten danach degenerierte das Mündungsgebiet zu einem Hort der Anarchie und der Piraterie.

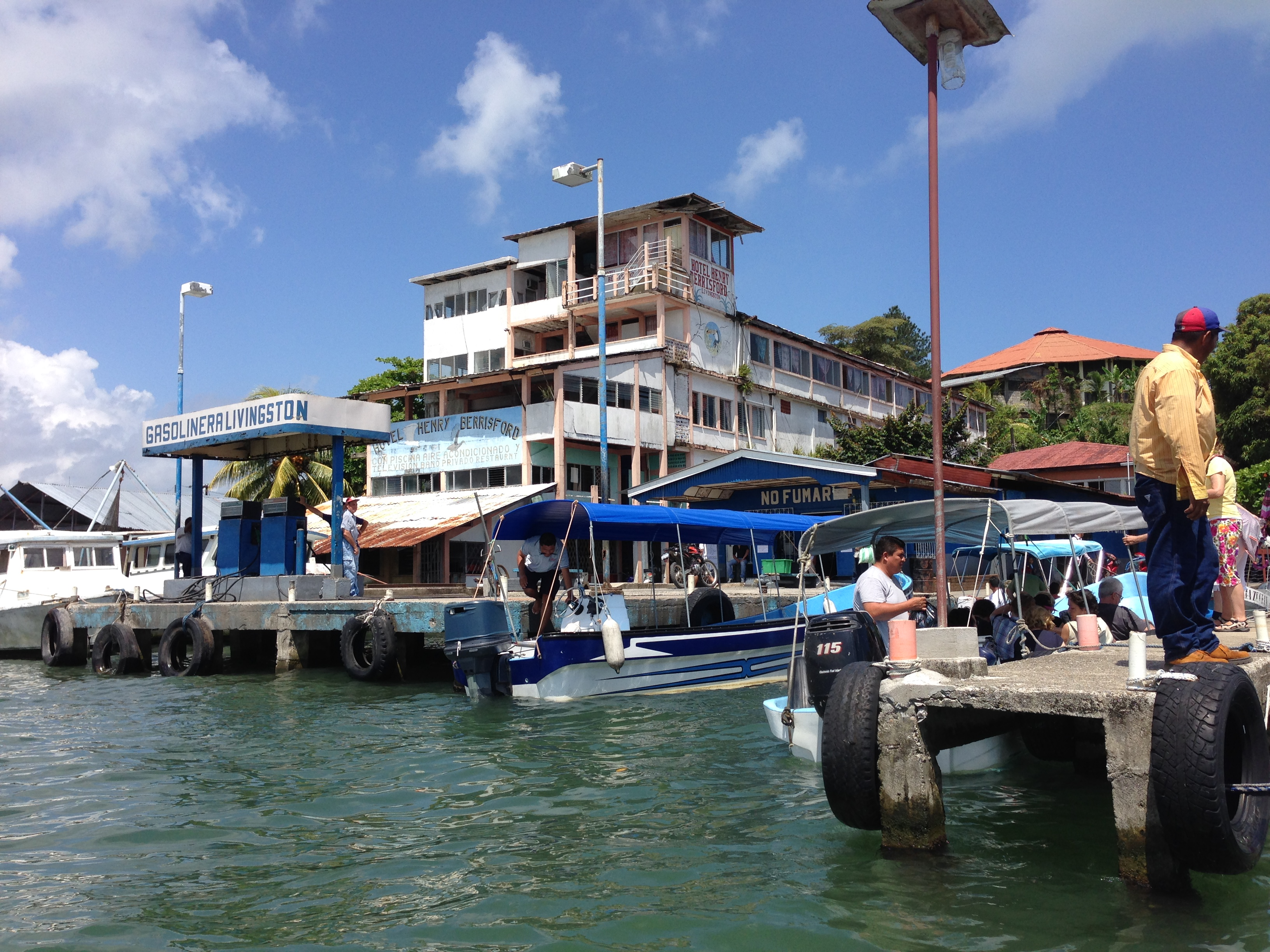
Anlegestelle von Livingston an der Mündung des Rio Dulce, Guatemala

Im Jahr 1802 erreichte eine Brigantine unter dem Kommando von Marcos Sánchez Díaz mit etlichen afrokaribischen Flüchtlingen aus Roatán das Mündungsgebiet des Río Dulce. Ein Teil dieser Menschen ließ sich dort nieder und gründete 1806 einen Ort namens La Buga (Garifuna für „Boca“, also „Mündung“). Ein anderer Teil zog (wenigstens vorübergehend) nach Punta Gorda im heutigen Belize weiter. Einige der alteingesessenen Piratenfamilien und einige Neuankömmlinge zogen sich ins Umland zurück und bauten dort neue Häuser; bald schlossen sich ihnen andere an, und die so entstandenen Dörfer erhielten schließlich den Namen der jeweils ersten dort beheimateten Familie, darunter Tatín und Baltimore. Der weitere Zuzug von Afrokariben nach Livingston veranlasste die Behörden 1831 zur formalen Gründung einer Gemeinde, die 1837 den Namen Livingston erhielt. Der Name stammt vom US-amerikanischen Juristen und Politiker Edward Livingston, welcher die Livingston Codes verfasste. Diese dienten als Grundlage für die Gesetze der liberalen Regierung der Zentralamerikanischen Konföderation im frühen 19. Jahrhundert. Der Ort entwickelte sich relativ schnell zum wichtigsten Seehafen an der Karibikküste Guatemalas. Im 19. Jahrhundert verlegte man den Verwaltungssitz des Departamentos Izabal vom gleichnamigen Ort am Südufer des Sees mehrmals nach Livingston und wieder zurück. Mit der Gründung der auch auf dem Landweg erreichbaren Hafenstadt Puerto Barrios im Jahr 1895 begann der Niedergang Livingstons, der sich nach der Einweihung der Eisenbahnstrecke von Guatemala-Stadt nach Puerto Barrios im Jahr 1908 noch verstärkte. Dennoch blieb Livingston bis 1920 Hauptstadt von Izabal, dann musste es auch seine politische Stellung an Puerto Barrios abtreten. In den Jahren danach wanderten viele Garifunas in die USA aus, womit Livingston viel von seinem ursprünglichen kulturellen Charakter verlor. In den 1960er und 1970er Jahren war Livingston ein Reiseziel und Versammlungsort der nordamerikanischen Hippiebewegung. In jüngster Vergangenheit hat sich Livingston wegen seiner kulturellen Eigenart, seiner landschaftlichen Reize und des geringen Verkehrs zu einem touristischen Anziehungspunkt entwickelt.

## Wirtschaft
Wichtigste Wirtschaftszweige sind die Fischerei und der Anbau von Bananen, Maniok, Mais und Bohnen. Vom Tourismus profitieren nur einige wenige Geschäftsleute. Eine untergeordnete Rolle spielt die Holzwirtschaft und die Herstellung von Korbwaren und Gegenständen aus Kokosnüssen. Der Großteil der Bevölkerung lebt in Subsistenzwirtschaft oder von Gelegenheitsjobs. Ein wichtiger Arbeitgeber in der Region ist traditionell der Hafen von Puerto Barrios und der von Santo Tomás de Castilla. Die Tendenz zur Auswanderung in die USA hält an.

## Sehenswürdigkeiten
Zu den bedeutenden Attraktionen zählen in Livingston die Feste zu Ehren der Stadtpatronin Virgen del Rosario (7. Oktober), das Garífuna-Fest am 25. und 26. November sowie das große Weihnachts- und Silvesterfest zwischen dem 24. Dezember und dem 1. Januar. Das übrige Municipio gilt vor allem wegen des Río Dulce und des Izabal-Sees als eines der bedeutendsten Touristenziele Guatemalas. 